# Edmund Jacobson
Edmund Jacobson (Chicago, 22 aprile 1888 – Chicago, 7 gennaio 1983) è stato un medico, psicologo e fisiologo statunitense, specializzato in medicina interna e psichiatria. È stato l'ideatore del rilassamento muscolare progressivo e del Biofeedback.

## Biografia

### Primi anni e formazione
Nacque il 22 aprile 1888 a Chicago da Fannie e Morris Jacobson. Suo padre era un agente immobiliare di Chicago, nato a Strasburgo, mentre sua madre Fannie era originaria dell'Iowa.
Nel 1908 conseguì la laurea in scienze presso la Northwestern University in soli due anni. Jacobson ottenne il master e il dottorato di ricerca presso l'Università Harvard. Nel 1911 frequentò un corso post-laurea presso la Università Cornell. Tornò a Chicago come assistente di fisiologia. Qui conseguì la laurea in medicina presso la Rush Medical School nel 1915.

### Carriera
Nel 1921 introdusse l'applicazione dei principi psicologici alla pratica medica, successivamente denominata medicina psicosomatica. Utilizzando apparecchiature a microvoltaggio, Jacobson effettuò anche la prima misurazione elettrica accurata del tono muscolare, degli impulsi nervosi e delle attività mentali nei centri neuromuscolari di soggetti viventi.
Riuscì inoltre a dimostrare la connessione tra l'eccessiva tensione muscolare e diversi disturbi fisici e psichici. Scoprì che la tensione e lo sforzo erano sempre accompagnati da un accorciamento delle fibre muscolari, che la riduzione del tono muscolare diminuiva l'attività del sistema nervoso centrale e che il rilassamento era l'opposto degli stati di eccitazione e quindi adatto come rimedio generale e profilassi contro i disturbi psicosomatici.

### Pubblicazioni
Nel 1929, dopo vent'anni di ricerche, Jacobson iniziò a pubblicare i risultati delle sue ricerche nel libro Progressive Relaxation. La sua opera principale, You Must Relax, rivolta al grande pubblico, uscì nel 1934.
L'idea del rilassamento progressivo di Jacobson fu utilizzata dallo psichiatra e psicoterapeuta Joseph Wolpe, che modificò le sue tecniche di rilassamento muscolare per renderle meno impegnative in termini di tempo. La logica di Wolpe era che non si può essere rilassati e ansiosi allo stesso tempo.
Jacobson approfondì le sue ricerche dal 1936 al 1960 presso il Laboratorio di Fisiologia Clinica di Chicago, da lui diretto, e continuò le sue ricerche sulle registrazioni chimiche ed elettroniche simultanee in soggetti sani fino agli anni '70.

### Morte
Morì il 7 gennaio 1983 al Northwestern University Hospital di Chicago.